# نيكيلينو

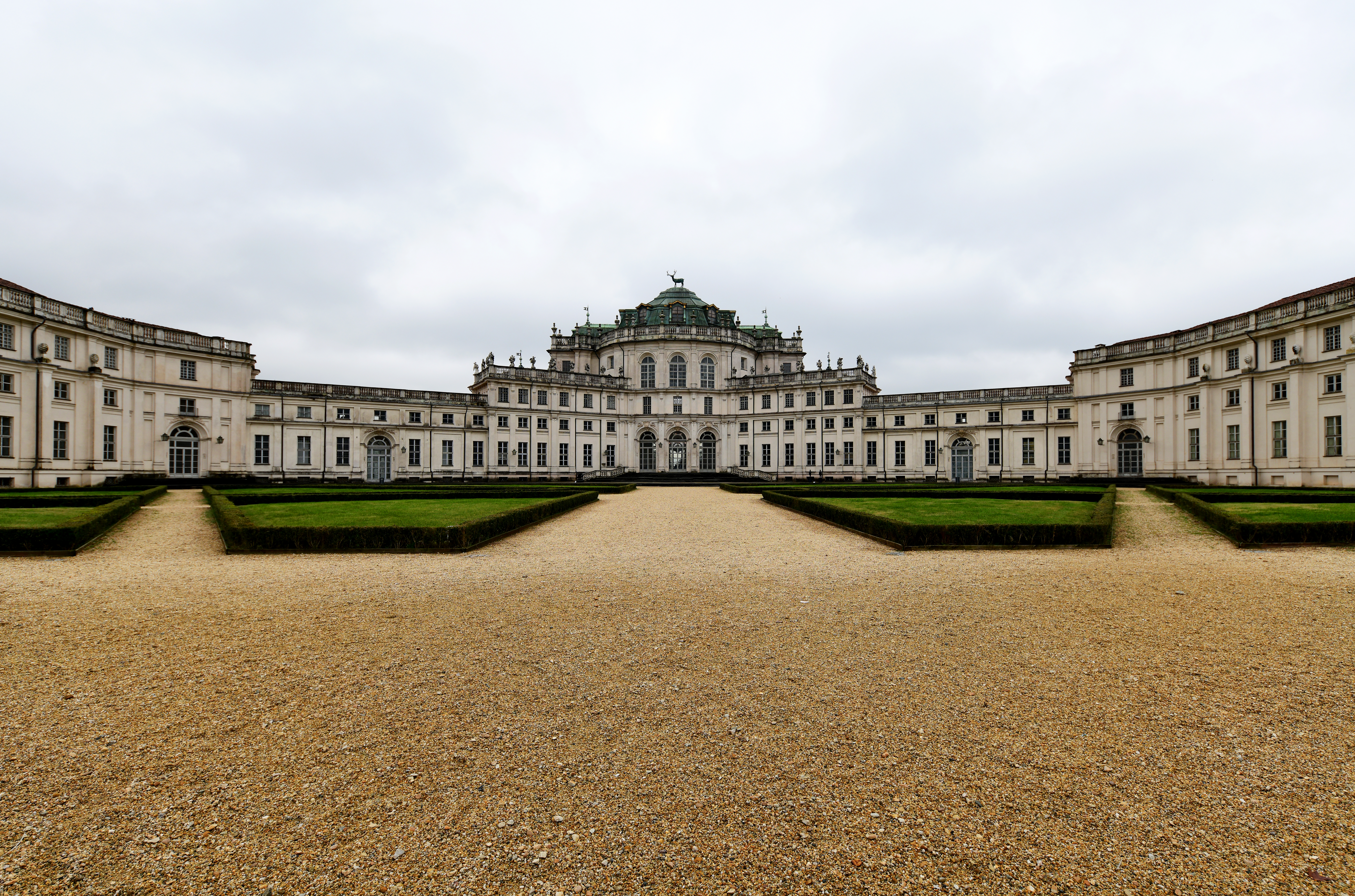
قصر بالاتسينا دي كاتشا دي ستوبينيجي

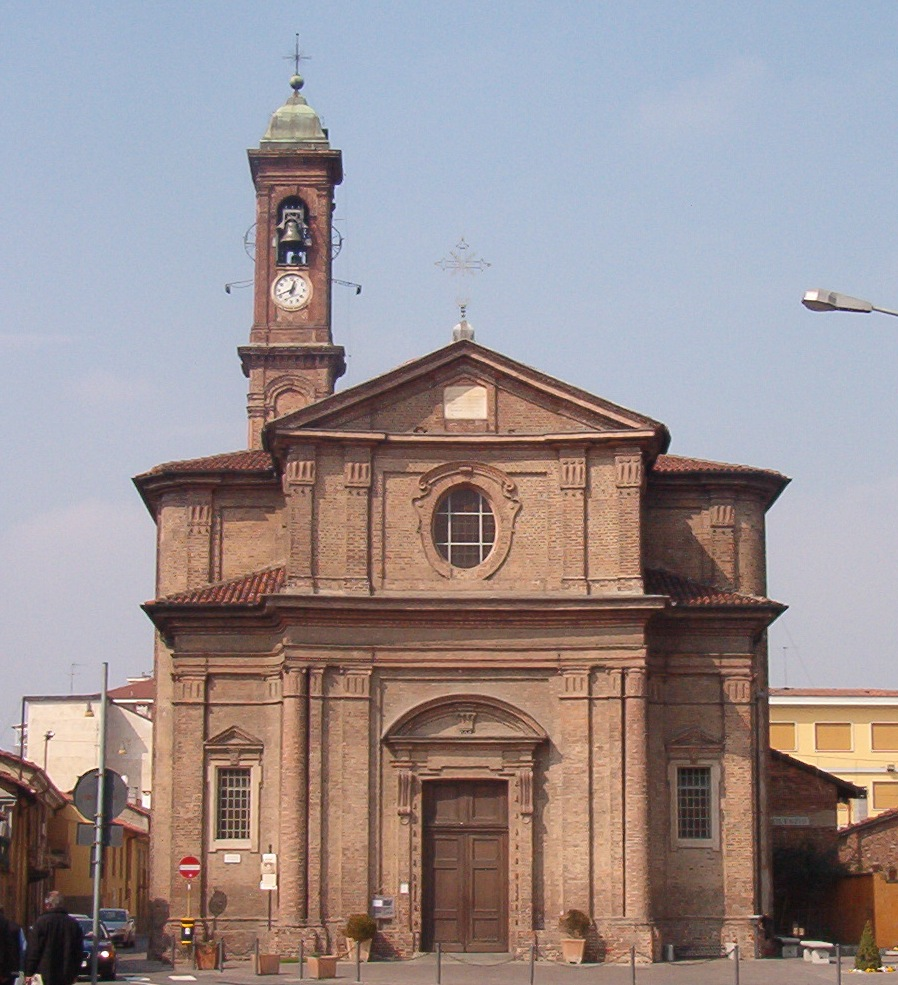
كنيسة س س. ترينيتا وتعرف لدى العامة بالكنيسة القديمة

Nichelino نيكيلينو، مدينة شمال إيطاليا، في إقليم بييمونتي، في مقاطعة تورينو، تبعد عن مدينة تورينو 8 كم إلى الجنوب الغربي، عدد سكانها 48.297 نسمة، في الواقع أن الهجرة من الجنوب الإيطالي جعلت عدد سكانها يقفز من 15.000 نسمة عام 1961 م إلى 45.000 نسمة في عام 1971 م وكان عدد سكانها عا 1951 م 7.257 نسمة.
أهم معالمها السياحية والثقافية بلا أدنى شك هو Palazzina di caccia di Stupinigi قصر بالاتسينا دي كاتشا دي ستوبينيجي الذي بناه المعماري الإيطالي فيليبو جوفارا لعائلة سافويا الملكية وفقد أعدته اليونيسكو ضمن مواقع التراث العالمي.

## السكان
في سنة 1861 بلغ عدد السكان 1٬641 نسمة، وتطور العدد ليصل في سنة 2011 لـ 47٬851 نسمة.
يظهر هذا المخطط البياني تطور النمو السكاني لـ نيكيلينو

## توأمة
لنيكيلينو اتفاقيات توأمة مع كل من:
- Caluire-et-Cuire [الإنجليزية]‏
- الرباط